# HarvEast Holding
HarvEast Holding er et ukrainsk landbrugsselskab med hovedkvarter i Donetsk. Virksomheden blev etableret i 2011

og ejes af SCM Holdings og Smart Holding.
HarvEast driver over 197.000 hektar med afgrøder som hvede, solsikke, byg, majs, osv. Desuden har de husdyrbrug med 17.500 kvæg samt fjerkræ.